# Bragasellus conimbricensis
Bragasellus conimbricensis är en kräftdjursart som först beskrevs av Pedro Ivo Soares Braga 1946.  Bragasellus conimbricensis ingår i släktet Bragasellus och familjen sötvattensgråsuggor. Inga underarter finns listade i Catalogue of Life.